# 光谱行动
光谱行动（英語：Operation Spectrum），又称1987年马克思主义者阴谋（1987 "Marxist Conspiracy"），是1987年5月21日新加坡一场秘密行动的代号。16名人士被逮捕，并在未受审判的情况下，被根据《内部安全法令》（Internal Security Act，简称ISA），以“马克思主义阴谋破坏新加坡既存社会和政治制度，使用共产主义统一战线策略，目的是建立一个马克思主义国家”为由遭到逮捕。6月20日，另有六人遭到逮捕，总计达到22人。这些人多数是受过英语教育，少数是天主教普通信徒、社会公认、海归毕业生、剧院从业者以及专业人士。